# Юртсберг, Хедда
Хедвиг «Хедда» Катарина Юртсберг (швед. Hedvig «Hedda» Katarina Hjortsberg; 15 июня 1777 — 3 октября 1867) — шведская балерина, выступавшая в Королевском балете Швеции. Она была сестрой шведского актёра Ларса Юртсберга.

## Биография
Хедда Юртсберг была одной из шести детей каменщика Лаврентиуса «Ларса» Юртсберга и оперной певицы Марии Ловисы Шютцер. Из их шести детей четверо было занято в Королевской опере в Стокгольме или Королевском драматическом театре, двое из которых прославились: Ларс Юртсберг как актёр и Хедда Юртсберг как балерина.

### Карьера
Хедда Юртсберг стала ученицей французского балетмейстера Луи Галлодье из Королевского шведского балета в Королевской шведской опере в 1786 году, в возрасте 9 лет.
Хедда Юртсберг официально дебютировала в Королевской шведской опере в сезоне 1790/1791 годов, исполнив партию Лусилы в балете-пантомиме «Двойной брак» (швед. Det dubbla giftermålet) Жана-Реми Маркаде с участием Маргареты Кристины Халлонгрен, Карла Далена, Жозефа Сен-Форо Раймона и Карло Каспаре Симоне Уттини.
В период с 1791 по 1806 год Хедда Юртсберг выступала в качестве главной балерины в Королевском шведском балете, и после выхода на пенсию её называли «самой превосходной танцовщицей шведской сцены». Писательница Марианна Эренстрём называла её восхитительной любимицей публики и описывала её грациозную, как нимфу («une taille de nymphe, pétrie de graces, Terpsicore soulovée par les Zephirs»).
В 1804 году она вышла замуж за предпринимателя Эрика Самуэля Кёрснера, но вскоре овдовела. В 1806 году Королевская шведская опера была временно закрыта и оставалась таковой в течение трёх лет. Когда она возобновила свою деятельность в сезоне 1809/1810 годов, Хедда Юртсберг выступала со своей пятилетней дочерью в балете «Dansvurmen» на его открытии. Она также исполнила почётную роль в постановке «Мечта Густава» (швед. Gustavs dröm).
В 1811 году она вышла замуж за управляющего шахтой Абрахама Абрахамссона Хюльферса (1777—1839), после чего выступала только в качестве приглашённой артистки.